# Dułak II

Dułak II

Dułak II odmienny

Dułak II (Dulak, Dullack, Dullack-Wensierski, Dulak-Węsierski, Dułak-Węsierski, Księżyc odmienny) – kaszubski herb szlachecki, według Przemysława Pragerta odmiana herbu Księżyc.

## Opis herbu
Herb występował przynajmniej w dwóch wariantach. Opisy z wykorzystaniem zasad blazonowania, zaproponowanych przez Alfreda Znamierowskiego:
Dułak II (Dulak, Dullack, Dullack-Wensierski, Dulak-Węsierski, Dułak-Węsierski, Księżyc odmienny): W polu błękitnym półksiężyc z twarzą złoty w prawo, naprzeciw którego trzy takież gwiazdy w słup. Klejnot: nad hełmem w koronie trzy pióra strusie, złote między błękitnymi. Labry błękitne, podbite złotem.
Dułak II odmienny (Dullack, Dulak-Węsierski, Dułak-Węsierski, Księżyc odmienny): Księżyc jest srebrny, brak korony na hełmie, pióra w klejnocie wszystkie błękitne, wychodzące z półksiężyca z twarzą srebrnego. Labry podbite srebrem.

## Najwcześniejsze wzmianki
Wariant II wymieniany przez Wincklera (Die nationalitaten Pomerellens jako Dullack Wensierski), Ledebura (Adelslexikon der preussichen Monarchie von... jako Dullack), Żernickiego (Der polnische Adel jako Dullak), Nowego Siebmachera oraz Ostrowskiego (Księga herbowa rodów polskich). Wariant odmienny przytaczany tylko przez Nowego Siebmachera (jako Dullack II).

## Herbowni
Dułak (Dillak, Diłak, Dulak, Dulek, Dullack, Dullak, Dylak, błędnie Dulkath) z nazwiskami odmiejscowymi: Węsierski (Wensierski), Pałubicki (Palubicki), przy czym herb Dułak II przypisywany był zarówno Dułakom bez drugiego nazwiska, jak i Węsierskim. Herb ten przyjęli zapewne po odejściu od pierwotnego herbu, czy też znaku kreskowego z pieczęci Pawła Dulaka z 1570 (herb Dułak). Herb Dułaków-Pałubickich jest nieznany. Wariant odmienny był używany przez nieokreślonego Dułaka, być może także Węsierskiego.